# Новотроицкое сельское поселение (Нижнеомский район)
Новотро́ицкое се́льское поселе́ние — муниципальное образование в Нижнеомском районе Омской области Российской Федерации.
Административный центр — село Новотроицк.

## История
Статус и границы сельского поселения установлены Законом Омской области от 30 июля 2004 года № 548-ОЗ «О границах и статусе муниципальных образований Омской области».

## Население
| 2010 | 2011 | 2012 | 2013 | 2014 | 2015 | 2016 |
| ---- | ---- | ---- | ---- | ---- | ---- | ---- |
| 789  | ↘786 | ↗791 | ↘764 | ↘752 | ↘727 | ↘714 |
| 2017 | 2018 | 2019 | 2020 | 2021 | 2023 |      |
| ↘699 | ↘691 | ↘656 | ↘625 | ↘558 | ↘530 |      |

## Состав сельского поселения
| № | Населённый пункт | Тип населённого пункта       | Население |
| - | ---------------- | ---------------------------- | --------- |
| 1 | Воскресенка      | деревня                      | ↘91       |
| 2 | Новотроицк       | село, административный центр | ↗527      |
| 3 | Петропавловка    | деревня                      | ↘61       |
| 4 | Радищево         | деревня                      | 110       |